# Hamilton (Illinois)
Pour les articles homonymes, voir Hamilton.
Hamilton est une ville des États-Unis située dans le Comté de Hancock dans l’État de l'Illinois. Au recensement de 2010, sa population était de 2 951 hab.

## Source
- (en) Cet article est partiellement ou en totalité issu de l’article de Wikipédia en anglais intitulé « Hamilton, Illinois » (voir la liste des auteurs).